# ベリーズ郡
ベリーズ郡(英語：Belize District)は、ベリーズに6つある郡のうちの一つである。
2016年の人口は11万3878人で、国内1位。
郡都はベリーズ市。

## 人口
- 1980年5月12日：5万801人
- 1991年5月12日：5万7030人
- 2000年5月12日：6万9041人
- 2010年5月12日：9万5292人
- 2016年7月1日：11万3878人

## 地理
本土の中東部に加え、
- アンバーグリス・キー
- 英国島（英語版）
- キーカーカー
- ゴフ島（英語版）
- 聖ジョージ島（英語版）
- チャペル島（英語版）
- トゥルネッフェ環礁（英語版）

を含む。

## 隣接郡
- 北：コロザル郡
- 東：カリブ海
- 南：スタンクリーク郡
- 南西：カヨ郡
- 北西：オレンジウォーク郡

## 主要都市
人口は2016年7月1日の値。
人口1万人以上の都市を示す。
- ベリーズ市：6万1762人(郡都)
- サン・ペドロ（英語版）：1万7429人